# Społeczność Chrześcijańska w Radomiu
Społeczność Chrześcijańska w Radomiu – zbór Kościoła Chrystusowego w RP działający w Radomiu.
Pełniącym obowiązki pastora zboru jest Adam Byra. Nabożeństwa odbywają się w kaplicy przy ul. Żeromskiego 79/81.

## Historia
Stacja misyjna Kościoła Zborów Chrystusowych w Radomiu będąca częścią zboru „Chrześcijańska Społeczność” w Warszawie została utworzona 1 września 2001. Stanowisko kierownika jednostki objął Tytus Pikalski. Początkowo skupiała kilku wiernych, natomiast do 2006 ich liczba wrosła do około 50 osób. Spotkania wspólnoty odbywały się w wynajmowanym lokalu przy ul. Żeromskiego 75.
3 grudnia 2006 miało miejsce nabożeństwo z okazji pięciolecia działalności Społeczności Chrześcijańskiej w Radomiu. Udział w nim wziął m.in. Prezbiter Naczelny Wspólnoty Kościołów Chrystusowych w RP pastor Andrzej W. Bajeński.
W marcu 2013 nowym miejscem nabożeństw stał się budynek przy ul. Warzywnej 23, mieszczący także prowadzony przez Społeczność niewielki hostel na kilka miejsc, przeznaczony dla osób wychodzących z kryzysu bezdomności. 
W związku z przeprowadzką Tytus Pikalskiego do Siedlec, 27 października 2013 kolejnym pastorem w Radomiu został Marek Lipowski. Radomska wspólnota liczyła wówczas około 60 ochrzczonych członków, a w nabożeństwach brało udział 90–100 osób.